# Fons de Liquiditat Autonòmic
El Fons de Liquiditat Autonòmic o Fons de Liquiditat Autonòmica (també conegut per les seues sigles FLA) és una línia de crèdit creada pel govern espanyol al juliol del 2012 en el context de la crisi econòmica. Està concebuda perquè l'Estat deixi diners a les comunitats autonòmiques en forma de préstecs, i que aquestes no hagin de finançar el seu deute als mercats. Està dirigit per l'Institut de Crèdit Oficial, que és competència del Ministeri d'Afers Econòmics i Transformació Digital. Encara que cada Comunitat Autònoma té unes condicions pròpies a cada préstec, totes tenen l'obligació de dedicar el préstec principalment a pagar el deute que tinguin amb bancs o entitats financeres.
Des de l'any 2015, l'FLA s'integra en el Fons de Financiació a Comunitats Autònomes que, junt amb el Fons de Financiació a Entitats Locals, són els dos principals mecanismes que té el Govern central per a garantit la sostenibilitat financera de la resta d'administracions.

## 2012
- La Generalitat Valenciana va ser la primera a agafar-se al Fons al 20 de juliol, quan el Govern d'Espanya li facilità 4.500 milions de € (encara que al seu inici, el rescat constava de 3.500 milions, el 30 d'agost, la Generalitat augmentà la petició mil milions més).[5]

- Múrcia el 23 de juliol, agafant-se a una ajuda de 300 milions de €,[6] però augmentant-la el 28 de setembre als 527 milions de €.[7]

- Catalunya el 28 d'agost amb un rescat amb valor de 5 023 milions de €[8] (encara que l'11 d'octubre aquesta comunitat autònoma va demanar 410 milions de € més, que sumats a l'ajuda inicial varen resultar 5 433 milions de €,[9] però el 31 d'octubre, el Govern la rebaixà als 5 370 milions de €.[10]

- El dia 26 de setembre, Andalusia comunicà la necessitat de 4.906 milions de €.[11]

- Castella - la Manxa el dia 27 de setembre, ve demanà 848 milions de € a l'Estat, al declarar-se amb necessitat de rescat.[12]

- Canàries va ser la sexta comunitat amb acollir-se al Fons demanant un rescat en valor de 756,8 milions de €, el da 5 d'octubre.[13]

- El 19 d'octubre, Balears i el Principat d'Astúries, varen demanar al Govern Espanyol un rescat valorat amb 355 i 261,7 milions de € respectivament.[14]

- El 26 d'octubre Cantàbria s'aferrà al Fons al demanar un préstec a l'Estat valorat en 137,2 milions de €.[15]

El Govern d'Espanya va proporcionar a l'FLA del 2012 18 000 milions de € de pressupost, d'aquest només varen sobrar en finalitzar l'any 338,3 milions de €, un 1,88% del dipòsit inicial.

## 2013
- El 21 de desembre del 2012, Andalusia ja va comunicar la seva participació en el Fons, demanant 4 906 milions de €. El mateix dia, també es pronuncià Castella - la Manxa que demanà 668 milions de €. Encara que oficialment varen demanar 7 000 i 968 milions de € respectivament, ja que adjunten les quantitats no pagades de les peticions del 2012 (en aquest mateix Fons).[16]

- El 29 de gener, el Departament d'Economia i Coneixement de la Generalitat de Catalunya, d'acord amb el Govern català, va formalitzar la petició de permanència de la Generalitat de Catalunya al Fons de Liquiditat Autonòmic per al 2013, amb un préstec valorat en 9 073 milions de €.[17] En total rebria 1.892,5 milions al llarg de 2013, convertint-se en la comunitat autònoma que més recursos va rebre d'aquest fons (un 29%)[18]

- Cantàbria s'aferrà el 30 de gener al Fons demanant 122 milions de € a l'Estat.[19]

- Múrcia s'adjuntà al Fons l'1 de febrer al formalitzar la petició de 630 milions de € en forma de préstec.[20]

- La Generalitat Valenciana el 2 de febrer demanà al Govern d'Espanya un ajut de 2 300 milions de €.[15]

El Govern d'Espanya va proporcionar a l'FLA de 2013 23 000 milions de € de pressupost. Encara pot ser variat.

## 2014
L'any 2014 es van concedir 23 215,19 milions de € a 9 Comunitats diferents:
- Andalusia: 4 097,3 milions de €.
- Castella-la Manxa: 1608,3 milions de €.
- Catalunya: 7 912,9 milions de €.
- Canàries: 816,7 milions de €.
- País Valencià: 6 057,4 milions de €.
- Illes Balears: 1 086,8 milions de €.
- Cantàbria: 344,6 milions de €.
- Múrcia: 1 113,2 milions de €.
- Extremadura: 178,0 milions de €.

## 2015
L'any 2015 es van concedir 22 460,01 milions de € a 5 Comunitats diferents:
- Castella-la Manxa: 1 167,54 milions de €
- Catalunya: 11 133,58 milions de €.
- País Valencià: 8642,71 milions de €.
- Cantàbria: 361,68 milions de €.
- Múrcia: 1 154,50 milions de €.

La resta de CCAA de l'any anterior i altres es van acollir al mecanisme de Facilitat Financera, també inclòs dins del Fons de Financiació a Comunitats Autònomes, amb la quantia global de 13 471,84 milions €.

## 2016
L'any 2016 es van concedir 28 327,40 milions de € a 9 Comunitats diferents:
- Andalusia: 4 289,90 milions de €.
- Castella-la Manxa: 1878,12 milions de €.
- Catalunya: 10 090,66 milions de €.
- Aragó: 1022,94 milions de €.
- País Valencià: 6 968,69 milions de €.
- Illes Balears: 1 346,37 milions de €.
- Cantàbria: 457,94 milions de €.
- Múrcia: 1 466,44 milions de €.
- Extremadura: 806,34 milions de €.

Les Comunitats de Canàries i Galícia es van acollir al mecanisme de Facilitat Financera.

## 2017
L'any 2017 es van concedir 21 919,16 milions de € a 9 Comunitats diferents:
- Andalusia: 4 642,22 milions de €.
- Aragó: 775,22 milions de €.
- Illes Balears: 1 095,95 milions de €.
- Cantàbria: 427,88 milions de €.
- Castella-la Manxa: 1 800,90 milions de €.
- Catalunya: 7 275,06 milions de €.
- Extremadura: 384,75 milions de €.
- Múrcia: 939,74 milions de €.
- País Valencià: 4 577,44 milions de €.

Astúries, Canàries, Castella i Lleó i Galícia van rebre 3 885,74 milions de € del compartiment Facilitat Financera.

## 2018
L'any 2018 es van concedir 20 359,17 milions de € a 7 Comunitats diferents:
- Aragó: 1 125,75 milions de €.
- Cantàbria: 450,41 milions de €.
- Castella-la Manxa: 1 870,13 milions de €.
- Catalunya: 9 434,59 milions de €.
- Extremadura: 455,03 milions de €.
- Múrcia: 1 327,61 milions de €.
- País Valencià: 5 685,65 milions de €.

Altres 7 comunitats es van acollir al compartiment Facilitat Financera, dotat de 9 230,06 milions de €.

## 2019
L'any 2019 es van concedir 11 819,24 milions de € a 5 Comunitats diferents:
- Aragó: 1 293,19 milions de €.
- Castella-la Manxa: 1 746,88 milions de €.
- Extremadura: 508,12 milions de €.
- Múrcia: 1 486,11 milions de €.
- País Valencià: 6 784,94 milions de €.

Altres 8 comunitats es van acollir al compartiment Facilitat Financera, dotat de 14 409,19 milions de €.

## 2020
L'any 2020 es van concedir 15 566,2 milions de € a 3 Comunitats diferents:
- Andalusia: 5 822,21 milions de €.
- Múrcia: 1 881,57 milions de €.
- País Valencià: 7 862,42 milions de €.

Altres 11 comunitats es van acollir al compartiment Facilitat Financera, però van rebre addicionalment el denominat Extra FLA, que sumaven 21 805,91 milions de €.

## 2021
L'any 2021 es van concedir 4 528,21 milions de € a 8 Comunitats:
- Aragó: 2088,55 milions de €.
- Cantàbria: 43,43 milions de €.
- Castella-la-Manxa: 461,81 milions de €.
- Catalunya: 2 236,75 milions de €.
- Extremadura: 176,20 milions de €.
- Múrcia: 356,45 milions de €.
- La Rioja: 31,98 milions de €.
- País Valencià: 1 013,04 milions de €.

Andalusia va rebre 496,88 milions de € del compartiment Facilitat Financera.

## 2022
L'any 2021 es van concedir 4 085,83 milions de € a 8 Comunitats:
- Aragó: 273,36 milions de €.
- Illes Balears: 81,98 milions de €.
- Castella-la-Manxa: 350,00 milions de €.
- Catalunya: 1 824,75 milions de €.
- Extremadura: 173,50 milions de €.
- Múrcia: 305,22 milions de €.
- La Rioja: 16,66 milions de €.
- País Valencià: 1 060,35 milions de €.

Andalusia va rebre 405,77 milions de € del compartiment Facilitat Financera.

## 2025
En febrer de 2025 el Tercer Govern de Pedro Sánchez va condonar 83.252 milions d'euros del deute amb el Fons de Liquiditat Autonòmic entre totes comunitats autònomes.